# Al-Aziz Billah
al-Aziz Billah, död 996, var en egyptisk regent. Han var Egyptens regent mellan 975 och 996.